# الدوري الإسباني الدرجة الثانية ب 2006–07
الدوري الإسباني الدرجة الثانية بي 2006–07 (بالإسبانية: Segunda División B de España 2006-07)‏ هو موسم من الدوري الإسباني الدرجة الثانية بي. فاز فيه نادي بونتيفيدرا.